# Dymphna Cusack
Ellen Dymphna Cusack (Ordem de Austrália, 21 de setembro de 1902 – 19 de outubro de 1981) foi uma escritora australiana.
Nasceu em Wyalong, New South Wales, e foi educada no Colégio Santa Úrsula de Kingsgrove, graduando-se na Universidade de Sydney em Artes e com um diplomado em Educação. Trabalhou como docente até seu retiro em 1944 devido a problemas de saúde. Sua doença foi confirmada em 1978 como esclerose múltipla.
Cusack escreveu doze romances (dois deles foram colaborações), sete roteiros, três livros de viagem, dois livros infantis e um livro de não-ficção. Suas colaborações foram Pioneers on Parade (1939) com Milhares Franklin e Come in Spinner (1951) com Florence James.
O roteiro Rede Sky at Morning foi filmado em 1944, protagonizado por Peter Finch. A biografia Caddie, the Story of a Barmaid, na que Cusack escreveu a introdução e ajudou ao autor à terminar, foi levada ao cinema com o nome Caddie em 1976. O romance Come in Spinner foi levado à televisão pela Australian Broadcasting Corporation em 1989.
Seu irmão mais novo, John, também foi um autor e escreveu o romance de guerra They Hosed Them Out sob o pseudônimo de John Beede, a qual foi publicado inicialmente em 1965.

### Roteiros
- Safety First, 1927
- Shallow Cups, 1933
- Anniversary, 1935
- Rede Sky at Morning, 1935
- Morning Sacrifice, 1943
- Comets Soon Pass, 1943
- Call Up Your Ghosts, 1945
- Pacific Paradise, 1955

### Romances
- Jungfrau, 1936
- Pioneers on Parade, 1939
- Come in Spinner, 1951
- Say Não to Death, 1951
- Southern Steel, 1953
- The Sun in Exile, 1955
- Heat Wave in Berlin, 1961
- Picnic Races, 1962
- Black Lightning, 1964
- The Sun is Not Enough, 1967
- The Half-Burnt Tree, 1969
- A Bough in Hell, 1971